# Бойкий (эсминец, 1959)
«Бойкий» — эскадренный миноносец проекта 57-бис, построенный для Советского Военно-Морского Флота в конце 1950-х годов. В 1966 году переклассифицирован в большой ракетный корабль. В 1972 году переклассифицирован в большой противолодочный корабль. Прошёл модернизацию по проекту 57-А.

## История
8 июля 1959 года «Бойкий» был зачислен в списки кораблей ВМФ СССР и 2 апреля 1959 года заложен на николаевском ССЗ № 445 (заводской № 1403) по проекту 57-бис. 15 декабря 1959 года спущен на воду. Вступил в строй 26 июня 1961 года.
14 октября 1961 года корабль вошёл в состав Черноморского флота ВМФ СССР. 19 мая 1966 года «Бойкий» был переклассифицирован в большой ракетный корабль (БРК). 
В период с 6 по 11 августа 1966 «Бойкий» нанёс визит в Александрию (Египет). С 15 по 20 февраля 1969 года находился в Конакри (Гвинея), а с 5 по 10 октября — в Лагосе (Нигерия).
8 июня 1970 года эскадренный миноносец был перечислен в состав Краснознамённого Северного флота. В период с 23 октября 1970 по 6 апреля 1973 года «Бойкий» был модернизирован и перестроен по проекту 57-А на Судостроительном заводе имени 61 коммунара в Николаеве. 2 ноября 1972 года переведён из подкласса больших ракетных кораблей в подкласс больших противолодочных кораблей.
В период с 12 по 17 ноября 1974 года, совместно с однотипным кораблем БПК "Зоркий", который являлся на тот момент визитным кораблем и шел с визитом под флагом командующего КСФ, а БПК "Бойкий" кораблем обеспечения, посетил Осло (Норвегия). С 12 по 17 мая 1975 года, совместно с однотипным кораблем БПК "Жгучий", где БПК "Бойкий" являлся визитным кораблем и шёл под флагом командира соединения, а БПК "Жгучий" был кораблем обеспечения, посетил Бостон штат Массачусетс (США).
В 1983 г. "Бойкий" принимал участие в испытании ядерного оружия на полигоне о. Новая Земля в проливе Маточкин Шар. В 1983 г. во время испытаний возникала нештатная ситуация.
В 1984 г. БПК "Бойкий" принимал участие в испытании нейтронного оружия на вышеназванном полигоне.
Основная часть экипажа корабля с места испытаний (1983-84 гг.), эвакуировалась, за исключением состава АСГСН (аварийно-спасательной группы специального назначения).
Большая часть людей принимавших участие в работе АСГСН были признаны Ветеранами подразделений особого риска. Однако часть участников из этой аварийно-спасательной группы до сих пор не смогли доказать своё участие в работе АСГСН и не получили права на льготы ветеранов ПОРовцев. 
9 февраля 1988 года эскадренный миноносец был исключён из состава Военно-Морского Флота СССР в связи со сдачей в ОФИ для разоружения, демонтажа и реализации. 17 июля 1988 года экипаж «Бойкого» был расформирован. Осенью 1988 года корабль был продан испанской фирме для разделки на металл, но по пути из Кольского залива в Эль-Ферроль 14 ноября 1988 года сильным штормом был выброшен на прибрежные камни у острова Скогсойя в Норвежском море.

## Командиры корабля
- Аверин Б. Е.1976—1979
- Болдовский А 1972—1976 г.г.
- Масорин Владимир Васильевич  1979— ноябрь 1980 (в 1980 назначен командиром эсминца "Отчаянный" 956пр)
- Вергопуло [уточнить] — 1959—1963
- Теплов Б. Л.[уточнить]
- Веселовский О. [уточнить]
- Гурьянов О. Ю. [уточнить]
- Клёмин Л.Е.
- Чувашин Г.В.

## Бортовые номера
- 373 (не позднее ноября 1972 года)[2];
- 555 (после 1972 года)[2];
- 552 с 1972г-1975г
- 609 (1978-1981[уточнить]).
- 541 с 1975-1977